# Attray
Attray – miejscowość i gmina we Francji, w Regionie Centralnym, w departamencie Loiret.
Według danych na rok 1990 gminę zamieszkiwało 198 osób, a gęstość zaludnienia wynosiła 12 osób/km² (wśród 1842 gmin Regionu Centralnego Attray plasuje się na 941. miejscu pod względem liczby ludności, natomiast pod względem powierzchni na miejscu 811.).